# 妖怪学校の先生はじめました!
『妖怪学校の先生はじめました！』（ようかいがっこうのせんせいはじめました！、英語: A Terrified Teacher at Ghoul School!）は、田中まいによる日本の漫画。『月刊Gファンタジー』（スクウェア・エニックス）において、2014年12月号から連載中。略称は「妖はじ」。
本作の一年前の日々を描いたスピンオフ『妖怪学校の生徒はじめました！』が、2018年3月1日から『pixivコミック』内の『Pファンタピー』において不定期連載中。略称は「Pはじ」。
メディアミックスとして、2018年4月25日にドラマCDが発売され、2021年4月28日には第2作が発売された。また、2024年10月から2025年3月までテレビアニメが放送された。

## 概要
癖の強い人間教師と個性豊かな妖怪たちが織りなす奇妙なハートフル学園日常コメディ。
主に主人公と主人公が担任をしているクラスの生徒たちや同僚の先生とともに送る日常での出来事がメインで話が進行していく。
基本的に一話完結型のギャグで話が構成されているが、最近は特に一人もしくは少人数の登場人物にスポットを当てたシリアスな長編も見られる。

## あらすじ
公立高校の教師になるも不良に絡まれ30分で学校から逃亡したヘタレな主人公安倍晴明（あべはるあき）は、一年後学園長に招かれる形で百鬼学園の弐年参組の担任兼国語教師として雇われることになった。しかし弐年参組の教室に来た晴明に明かされたのは、百鬼学園はただの学校ではなく妖怪の学校であるという驚愕の事実であった。逃げ腰になりながらなんとか自己紹介と出席確認をするも生徒の妖術に翻弄され、また自身も妖怪を祓う退魔の力を所持していることを知る。セーラー服好きの性癖とヘタレメンタルと奇行を晒しつつクラスや学校での問題を解消しながら、生徒と共に自身も学校生活を楽しみ成長していく。

## 用語・世界観

### 妖怪
基本的に現代社会で言われている妖怪と大差ないが細かく突き詰めると多少の違いは存在する。明確にされていることとして妖力を保持していること、神と対立していること、種族によって能力や容姿、生態系が大きく異なることなどが挙げられる。作中では動物妖怪、無機物妖怪、人型妖怪に分類され、また術の発動の仕方でも分類が可能であり特定の動作をして妖術を使う動作型、自分の意思ひとつで妖術を使う意思型、妖術使えない型に分けられる。作中では神に関係がある妖怪には神通力があるとされ、強力な力を持つ。

### 神
現時点でわかっていることは少なく、その生態は不明。妖怪と同様に現代社会で言われている神と大差ないと思われる。高天原に神の国があること、神力を持っていること、妖怪と対立していること、妖怪と同様に学校があることなどがわかっている。神獣や霊獣も同じく神と分類されている。

### 百鬼学園
妖怪のための高等教育施設。本作品のメイン舞台になっている。人数は多くないが神や人も在籍している。小中学校は含まない。中庭に大きな木のある吹き抜け6階建ての大型建造物で、中庭の天井は開閉式で雨天時や深夜0時以降は閉まるようになっている。中央に聳える大樹には木霊と呼ばれる妖怪が棲みつき、用務員の仕事を執り行っている。江戸末期から明治末期の間に創建されたと思われ、現在使用している校舎とは別に旧校舎が存在する。四階が参年、五階が壱年、六階が弐年の教室になっていて、その他保健室や科学実験室、四階吹き抜けの大型図書室といった特別教室や、別途体育館なども存在し、幾つかの空き教室は学園長の妖術により別の空間へと繋がっていて瞬時に違う場所に移動することができるようになっている。また敷地内には学園長の自宅もあり、3階渡り廊下で校舎と繋がっており3階部分は学園長室として教師や生徒たちも出入りすることがある。夜間部や一年のうち半年学校に通い六年で卒業するなど妖怪の個性に合わせた学習体系が充実している。また、年齢による入学の制限はなくいわく、入学してくる子の三分の一が成人済みの子らしい。ただし未成年の子たちに影響がないように在学中の三年間は禁酒禁煙をすることになっている。基本的に生徒たちは寮に住み込みそこから学校に通っている。寮は学校外にある。

### 百鬼学園島
百鬼学園を中心とした海底でつながる大小異なる二つの島で構成された島。大きい方の島は壱島、小さい方は弐島と呼ばれ二つの島を結ぶ海坊主大橋が存在する。東京の南方、太平洋に位置し船で東京から10時間ほどかかる。島を周回するように電車が通っており、現在判明している島内の駅は壱島南部にある百鬼学園島駅と弐島南方にあるモール前駅のみ。旧百鬼学園は弐島の北方に位置し、学校施設だけではなくコンビニや商店街、ショッピングモール、病院、島唯一の神社客人神社など、施設が非常に充実している。
その正体は背中に大きな島を背負っている霊亀と呼ばれる神様で、元々朱雀（渡した当時は隊長）が所有していたが江戸の末期に学園長に貸し出したため現在は学園長が島の管理を担っている。

### 退魔の力
妖怪を退治することができる特別な力。妖力や妖力でできた妖術などを祓うことができる。妖怪ほどではないが神様にも効果がある。非常に汎用性が高く加減をすれば弱体化や気絶のみも可能で、術として扱えるようになれば拘束や神との主従契約もできる。現時点で判明している保持者は主人公とその前世である安倍晴明、その子孫たち。

### 妖怪学
妖怪特有の教科で、神酒が担当を務める。妖怪のこれまでの歴史や生い立ちについて学ぶ学問。

### 化学
かがくではなくばけがく。妖怪特有の教科として存在し、秦中が担当を務める。自身の妖怪としての特性や妖術を使った人間の化かし方を学ぶ学問。授業の一環で実際に人間を化かしてみることもある。

### 学区外ルール
百鬼学園の在校生が学区外で行動する際のルール。以下概要。
<壱> 妖術を使っているところを人間に見られてはいけない
<弍> 妖怪だということがバレてはいけない
<参> 外見が人型でない場合擬態もしくは容姿を隠すこと

### 妖怪省
この世界における妖怪の政府のこと。大臣は入道連助の父、入道一が務めている。設立から15年程しか経っておらず、法律が整備されたのもかなり最近。

### 百鬼学園七不思議
現時点で判明しているのは二つのみ。
1.ねずみ先生はいったいいくつなのか
2.どうやって秦中は教員免許を取得したのか

### 悪魔
現時点でわかっていることは少なく、その生態は不明。デーモン学園と言う学校があり、百鬼学園のバスケ部と試合を行ったことがある。作中で2回サタンが召喚されている(2回とも1ページのみの出現で、ギャグパートに当たる為、本編への実害無し)

### 小学校
現在判明している小学校。（かっこの中は現時点で判明している出身者）
中国四国妖怪小学校（豆、連ヶ、マリリン、ぎだ）
東北妖怪小学校（紅子、泥田、鹿島）
関東妖怪小学校（小泉、桃山、尾形兄弟、五月）
中部妖怪小学校（前田）
北陸妖怪小学校（富士）

## 登場人物
声の項は特記がない限りテレビアニメ版の声優。

### 弐年参組
安倍晴明
声 - 逢坂良太、日葵わこ（幼少期） / 阿部敦（ドラマCD）
本作の主人公。百鬼学園弐年参組の担任。25歳。身長188cm、誕生日2月21日。担当教科は国語。生物部の顧問。セーラー服好きの変態(テレビアニメでは制服フェチ)。平安時代の陰陽師安倍晴明の子孫で生まれ変わりであり、強力な退魔の力を保持している。トレードマークで常に右腕につけている数珠は強力すぎる退魔の力を抑えるためのものであるが本人はそのことを知らず、自身の退魔の力は一日一回しか使えないと思っている。
とんでもないヘタレで本人曰くプライドはあるけど度胸がないと語り、他の何よりもコンビニでたむろしている中学生が苦手。不幸属性で自身に不運なことが起きまくり、方向音痴でよく迷子になる。
自宅に大量のセーラー服(テレビアニメでは制服)を飾っており、セーラー服のことになると正気を失うことがままある。運動神経もいいため派手に奇行を行うことから、妖怪たちから「妖怪よりも妖怪らしい」と評される。
基本的には生徒思いで優しい性格をしているが、目的のためならどんな手段でも使うゲスな一面も垣間見える。
上記の性格から生徒からは煙たがられたり、呆れられることが多いものの、一部の生徒からは慕われていたり、ピンチに陥った際は協力して救ってくれることがあるなど、関係は良好である。
戦略家としての一面を持ち、妖怪たちの特性を活かした作戦立案が得意。将棋といった知略ゲームを得意としている。
実家は大阪で神社をしており、双子の兄が後を継ぐ予定。

佐野命
声 - 鈴木崚汰 / 石川界人（ドラマCD）
百鬼学園弐年参組の生徒。17歳。身長175cm、誕生日7月7日。元壱年弐組。帰宅部。
表向きは疫病神という妖怪だが、実際は高天原を追放された神である。妖術を使い相手を不幸な目に合わせる。
中学の頃問題行動により高天原を追放され、中国・四国妖怪中学校に編入後、百鬼学園に入学。
小動物、特に狸が好きで豆狸の豆吉とは親友である。主人公と特に親交が深い生徒で共に行動することが多く、晴明のことは「自分の疫病神」だと煙たがったり、格闘技などでしばいたりするなど辛辣な態度を取っているが、心の内ではよく気にかけており、晴明に対し「いい教師だと思っている」と発言。
無口でクールだが、晴明や他男子生徒に対してはドSっぷりを発揮する。潔癖症で虫が苦手。音痴で音楽の授業をサボりがち。マメな性格で女の子に優しく頭脳明晰で運動神経がいいイケメンなため、女子から非常によくモテる。しかし本人は「恋愛とかよくわからない」らしい。
神様であるため妖怪の常識や知識に疎く、妖怪の友人たちに質問しているところを度々見かける。
髪は金髪に染めているが地毛は黒。染め直しは寮が同室で親友の豆に手伝ってもらっている。
術をうまく発動できないことに強いコンプレックスを抱いている。
名前は妖怪としての偽名であると思われ、本名は不明。兄の恵比寿からは幼い頃からみーくんと呼ばれている。

狸塚豆吉
声 - 谷江玲音 / 村瀬歩（ドラマCD）
百鬼学園弐年参組の生徒。16歳。身長135cm、誕生日11月8日。生物部。元壱年弐組。あだ名は豆。
妖怪豆狸。動物妖怪。袋をかぶり、好きな姿に変化することができる。自分の体より大きいものには変化できない。
佐野とは中学の頃からの親友で同じ寮室で暮らしている。佐野が好きすぎてモンスターペアレントになることが度々あるが、基本的に友人思い。柳田と仲が悪い。
外伝では壱年時に「奇行の目立つ先生のほうが日々の刺激になる」と話している。本編でも、主人公の晴明と彼の独特な指導をとても気に入っており、「晴明(せいめい)くん」と呼び慕っている。
自分のことが好きでプライドが高く嫉妬深いため他人に対して悪態をつくことがままあるが、コミュニケーション能力が非常に高く友人が多い。動物妖怪特有の感の良さを活かし、他人の気持ちを類推することが非常に得意。勉強は苦手だが頭の回転は早い。
実家は四国、松山で四国狸連合ぽんぽこぽん組という組合(作中、反社っぽい表現がある)をやっていて、30匹以上の弟妹を持つ長男。末の子は3歳で名前はビーンズ。

泥田耕太郎
声 - 坂泰斗 / 中村悠一（ドラマCD）
百鬼学園弐年参組の生徒。17歳。身長180cm、誕生日9月28日。帰宅部。趣味は筋トレ。元壱年弐組。あだ名はひじたん。
妖怪泥田坊。無機物妖怪（普段は人型）で片目がなく、手の指は３本、泥の指２本。手袋を外し泥を操る。泥を出現させることができるのは目視できる範囲のみ。ない方の右目は常に黒い眼帯で隠しており、お風呂に入る時以外はあまり外さない。
紅子とは家が近く幼馴染で腐れ縁。昔はいじめられっ子でよく泣いており、気の強い紅子に庇ってもらっていた。明るく兄気質な性格をしているが女にはモテず、男にモテる。シスコン。姉が人間と結婚したことで人間(佐野曰く「『人間』という単語自体が地雷」)を毛嫌いしていた。その理由で当初は晴明に辛く当たっていたり、見下した態度を取っていたが、引きこもっていた座敷を登校させることを成功した姿を見ては改心し、その後は良好に接している。
隣のクラスの鹿島とも幼馴染であり、一年の途中まで寮が同室だったが反抗期でグレた泥田に嫌気がさした鹿島が入道に相談し、以降入道と寮が同室となる。

座敷紅子
声 - 鬼頭明里 / 日笠陽子（ドラマCD）
百鬼学園弐年参組の生徒。17歳。身長168cm、誕生日9月28日。元壱年弐組。
妖怪座敷童子。人型妖怪で建物に住み着いて幸運をもたらすとされるが、赤い服を身につけていると逆に不幸をもたらす。紅子は晴明への嫌がらせのために常に赤いジャージを着ている。
壱年生の冬ごろ、泥田に貸して貰ったゲームがきっかけで生粋のゲーマーになり寮に引きこもるようになったが、晴明に説得されたのをきっかけに登校するようになる(しかし遅刻は多い)。
インターネットにめっぽう強く、情報操作やプログラミング、クレーンゲームが得意。血縁でないが人間の父親が三人いて、妖怪の自分を育ててくれた三人に恩を感じている。ガサツで悪戯好きだが、周囲に流されない強い意志の持ち主。佐野や泥田、豆と仲がよく一緒にいることが多い。女子にやさしい佐野に唯一雑に扱われる女の子。

入道連助
声 - 高野洸
百鬼学園弐年参組の生徒で学級委員。17歳。身長175cm。誕生日10月2日。元壱年参組。あだ名は連々。
妖怪一つ目小僧。人型妖怪で大きな目を一つ持っていてその視力は130.0と非常に遠くまで見通すことができる。
クラスの中でも抜きんでて頭が良く学年一位の成績を誇る。実家が金持ちで家事をしたことがなくよく家電を破壊する。キレさせると手に負えないが穏やかで優しい性格をしており、クラスのまとめ役。オレンジ色の髪は地毛ではなく寮が同室の泥田のすすめで染めており、地毛は黒。オレンジに染めているのは泥田のチョイスだが、くしくも亡くなった母親も同じオレンジ色の髪をしてた。
人間と妖怪のハーフで父親は妖怪省の大臣を務めているが母親が亡くなってから顔を合わせなくなり、親子関係はいいとは言えなかった。人間である母親は連助を出産した際生命力を奪われ連助が10歳の時体調を崩し亡くなってしまい、また好きな人間の少女に妖怪としての自分を見られた時に拒絶されてしまった経験から、一つ目小僧として生まれてきた自分が嫌いで「人間に生まれたかった」と話す。
外面はいいが、他人から一歩引いた姿勢を見せる連助に対し玉緒が勝負を挑んだことで二人は親友になる。

秋雨玉緒
声 - 榊原優希
百鬼学園弐年参組の生徒。16歳。身長165cm。誕生日2月22日。元壱年参組。あだ名はたま。
妖怪猫又。動物妖怪。尾が二股に分かれている猫。強力な神通力が使えるがコントロールが下手。妖力のコントロールが苦手で、人の姿の時も本来は仕舞えるはずの耳と尻尾が出てしまう。
入道とは親友であだ名で呼び合う仲である。晴明の補修授業をきっかけに国語の勉強を熱心にするようになり、将来は国語教師になりたいと考えている。11男三つ子で同学年に三つ子の兄弟が在籍しているがあまりに似ていない。三子の中では長男。

歌川国子
声 - 綾坂晴名
百鬼学園弐年参組の生徒。16歳。身長155cm。誕生日4月14日。入道とともに学級委員を務める。元壱年参組。
妖怪がしゃどくろ。死者の魂が集まってできた妖怪。感情が高ぶると人間の変化が解け、本来の巨大な骸骨の姿に戻ってしまう。
誰もが認める美少女で、弐年参組のマドンナ。成績優秀、品行方正で嫌味がない。入道に恋心を抱いている。蓮浄と仲が良い。たかはし明を保護者に持ち、彼の奇行には苦労している。

大田弥五郎
百鬼学園弐年参組の生徒。16歳。身長160cm。誕生日10月4日。野球部。
妖怪ダイダラボッチ。本来の姿は130m近くの身長。
髪を金髪に染めている。コロポックルの秋辺とは恋人同士。
実家から通学している。

尾形光＆林
声 - 篠原彰宏
二人とも百鬼学園弐年参組の生徒。16歳。身長167cm。誕生日7月25日。
光は妖怪雷神、林は妖怪風神。雷神は雷と雨雲を操り、風神は強い風を発生させることができる。元は神様だが、高天原で兄弟喧嘩をした際に田畑を嵐で流してしまい、豊穣の神にキレられた結果、今は妖怪になっている。
光は褐色肌に銀髪、林は白い肌に黒髪で二人とも目元が前髪で隠れている。二人の性格はまったく同じように見えるが、細かい違いがある。
互いが互いを弟として扱う。どちらが兄かと尋ねられると自分が兄だと主張して喧嘩をはじめるため、その質問は禁句となっている。

小古曽探
声 - 観世智顕
百鬼学園弐年参組の生徒。16歳。身長172cm。誕生日6月10日。
妖怪天邪鬼。言葉を操る鬼妖怪。嘘から幻覚をつくることができる。
普段は被り物をして素顔を隠している。その正体は大人気アイドルグループCHIMIもうりょう’zのメンバーSAGURU。メディアではクールなキャラクターを装っているが、本来は気弱で臆病な性格であるため、SAGURUのイメージを壊さないために素顔を隠して日常生活を送っていた。富士とは事故で素性がバレたことをきっかけに仲良くなり、玖拾玖時間目「男子寮内見ツアー」で寮が同室になる。

倉橋優太
声 - 白石兼斗
百鬼学園弐年参組の生徒。身長175cm。誕生日12月4日。バスケ部。元壱年参組。
妖怪件。凶事を予言することができる。
金髪を七三分けにして角ぶち眼鏡を掛けており一見地味だが、眼鏡を外すと美形。変顔をすることが多く、特に凶事の予言をするときにツノを生やし変顔をするのがお決まりになっている。賢そうに見えるが頭は悪い。運動神経抜群。天然。
その正体は百鬼学園に送り込まれたスパイ。明治末期の頃は恵比寿の付き人として働いていた。名字は偽名、下の名前は本名と思われる。
藤平と寮が同室で仲が良い。一年の途中からバスケ部に入部したがきっかけは藤平によるしつこい勧誘だった。
メガネは伊達だと思われ、恵比寿と二人でいるときは普段の表情から一変し無表情になる。

藤平大和
声 - 彼方環
百鬼学園弐年参組の生徒。16歳。身長178cm。誕生日8月3日。バスケ部。元壱年参組。
妖怪蟒蛇。本来は巨大な蛇の姿をしており、酒を吐くことができる。
ヘアバンドを着けている。
倉橋と寮が同室。

五月姫
百鬼学園弐年参組の生徒。
妖怪夜叉姫。人間の骸を操ることができる。
頭蓋骨をお面のように身につけている。

富士冬也
声 - 日向朔公
百鬼学園弐年参組の生徒。16歳。身長178cm。誕生日12月22日。元壱年伍組。
妖怪雪女。種族は雪女であるが男性。冷たい息を吐き、ものを凍らせることができる。熱い場所に居たり運動したりすると溶けて体が液体になるが、冷やせば元に戻る。
女装が趣味で、日常的にセーラー服を着てメイクをして生活している。その美貌は完璧で、女声を出すこともできる。オネエではない。
性格はかなり男っぽく、男装時は気だるげな美形。普段はエクステをつけていて髪が長いがはずすと短髪。女子にモテそうだが、本人いわく「本命は作らない主義」。頭がいいギャルの友達が多く、本人も入道、佐野に続いて頭がいい。
小古曽がSAGURUであることを知る唯一の生徒。玖拾玖時間目「男子寮内見ツアー」で小古曽と寮が同室になる。

狢八雲
声 - 光富崇雄
百鬼学園弐年参組の生徒。16歳。身長178cm。誕生日6月4日。
妖怪のっぺらぼう。顔のパーツを消すことができる。
赴任初日の晴明に絡み、退魔の力を発動された結果、直毛だった髪がアフロヘアーになる。アフロヘアーは本人的には気に入っている。(テレビアニメでは最初からアフロ)
本人は不良を装っているが、実家は品がよく、家族に恵まれている。

柳田
声 - 杉田智和
百鬼学園弐年参組の生徒。身長3～5m(引っ張ると伸縮する)。生年月日不明。化学部。元壱年参組。あだ名はギダ。
妖怪一反木綿。50mを0.1秒で走破するほど飛ぶのが早い。その瞬足を活かし、シリアス編では度々活躍する。
飄々とした性格。狸塚と仲が悪い。
化学(かがく)が趣味で、色々な薬を作ってはしょっちゅうトラブルを引き起こしている。桃山とは腐れ縁で、共に行動することが多く一緒に旅行に行ったりするらしい。
柳田は名字でもあり名前でもある。

桃山菜摘
声 - 藤代侑李
百鬼学園弐年参組の生徒。17歳。身長163cm。誕生日4月9日。
妖怪二口女。後頭部にもう一つの口を持ち、ツインテールにした髪の毛を自在に操る。後頭部の口は非常に品が悪く暴言を吐くので、ボールギャグを使い喋れないようにしていることが多い。
前の口でもしゃべることはできるが非常に無口で、代わりに豊かな表情で意思を伝える。佐野に恋心を抱いているが、アプローチはあまり成功していない。反応が良いため、頻繁に柳田の実験台にされ爆発している。

蓮浄ゆり
声 - 森なな子
百鬼学園弐年参組の生徒。16歳。身長165cm。誕生日1月3日。
妖怪絡新婦。手から蜘蛛の糸を出し、四対の腕を器用に操る。
常に丁寧なお嬢様言葉で話す。長い黒髪の綺麗系の美女。気位が高く潔癖。
歌川と仲が良い。歌川に過保護で、入道に渡すのを嫌がる描写がある。入道を一方的に嫌っている。クラスに好きな人がいるらしい。

小泉
声 - 島袋美由利
百鬼学園弐年参組の生徒。16歳。
妖怪ろくろ首。首を伸ばすことができる。
前髪をアップしたギャル風の少女。うぶで可愛らしい一面がある。
晴明のふりをした雨明が百鬼学園に潜入した際、階段から落下し、雨明にお姫様抱っこで運ばれてときめくシーンがある。ときめいたのが晴明でなく雨明であるということにはまだ気がついていない。

前田康富
声 - 森永彩斗
百鬼学園弐年参組の生徒。16歳。身長200cm。誕生日2月7日。
妖怪人魚。魚の下半身を持ち、空中を泳いで移動する。機動力に長ける。海中にある実家から通学している。
常識的で心が広い。体育祭で泥田に吐瀉物をかけられたが、笑って許した。

秋辺
百鬼学園弐年参組の生徒。16歳。身長15cm。
妖怪コロポックル。非常に小さく、いつも蓮の葉を傘として持ち歩いている。
ロングヘアにカチューシャを付けている。ダイダラボッチの大田と恋人同士。

小田原
百鬼学園弐年参組の生徒。200歳超え。身
妖怪提灯小僧。頭部が提灯。いちばん最初の提灯小僧で、自分で電灯を使うことで提灯小僧を増やすことができる。
照明職人で自身で照明を作り提灯小僧を積極的に生み出している。

麻理鈴
百鬼学園弐年参組の生徒。
妖怪麻桶。
ギャル風に着飾っていることが多い。雛菊とよく行動する。

雛菊
百鬼学園弐年参組の生徒。
妖怪唐傘お化け。
ギャル風に着飾っていることが多い。麻理鈴とよく行動する。

### 弐年参組外の教師・生徒たち
神酒凜太郎
声 - 堀江瞬 / 遊佐浩二（ドラマCD）
百鬼学園弐年弐組の担任。25歳。身長171cm、誕生日3月3日。担当教科は妖怪学。バスケ部の顧問。生活指導を兼任。元壱年弐組担任。
妖怪酒呑童子。人型妖怪。酒を飲むことで妖力が増幅し、怪力になる。しかし本人は酒に弱く酒乱で、酒を飲むと酔いが覚めるまで暴れ回る。鬼の妖怪なので普段から多少怪力であるはずだが、母親から妖力を取られ続けた影響でシラフでも他の鬼妖怪と比べると力が弱く、本人は強くコンプレックスに思ってる。
小学校まで自分を女子だと思い込んでいた。幼少のころ街で仲良くなった人間の少年の魂を母親に食べられてしまい、以来秦中以外の他人に心を開くことはなく、他人に一歩線を引いた接し方をするようになる。顔はいいが姉が五人いて昔からパシリにされていたため女性恐怖症である。非常に寝起きが悪く、よく遅刻をして学園長に怒られ減給されている。主人公晴明の教員寮での隣人で、行動を共にすることが多い。
秦中とは高校の時からの親友で義理の兄でもある。

秦中飯綱
声 - 岩崎諒太 / 小野友樹（ドラマCD）
百鬼学園弐年壱組の担任。26歳。身長183cm、誕生日5月5日。担当教科は化学。生活指導を兼任。元壱年参組担任。
妖怪かまいたち。動物妖怪。瞬足で両手と尻尾が鎌になる。
神酒とは同期で高校時代からの親友。神酒の姉である荊棘と結婚しており、三児の父。荊棘が編んだ赤く長いマフラーがトレードマーク。普段は真面目なふりをしているが元不良でたまに柄が悪い部分が垣間見える。学力が低く馬鹿にされることも多いが、妖怪関係の学問は得意で化学を教えている。他人の感情を察するのが得意であるため周囲の人間を影から支えていて兄貴分。生徒の心に寄り添ういい教師である。学園長の右腕的存在。仕事がとにかく早い。
兄弟が多く、本人は8男四つ子

学園長
声 - 福山潤 / 津田健次郎（ドラマCD）
百鬼学園の現学園長で創設者。約1070歳。身長185cm。誕生日不明。
妖怪ぬらりひょん。人型妖怪。神通力（神足通）を使い壁をすり抜けたり妖術で扉を別の空間に繋げたりできる。
見栄っ張りで普段はしっかりとしている印象だが生徒を含む多くの人に自堕落な生活を送っていることを隠している。百鬼学園島の管理もしており優秀な人物だが、部屋は汚く休日はパチンコや競馬といったギャンブルを楽しむ一面も持つ。エロ本を読むこともあり学園長になる前はよく遊んでいたらしく、江戸時代の頃は遊廓に通っていた。非常にプライドが高く負けず嫌い。酒癖が悪く、飲みすぎると愚痴っぽくなりよく吐きそうになってる。翌日には記憶がないことが多い。
その正体は元人間の陰陽師蘆屋道満で、安倍晴明の死をきっかけに朱雀に妖怪にしてもらい、以来妖怪に勉強を教え続けている。1000年前は常に眉間に皺を寄せ乱暴な口づかいで笑顔を見せることもなかったが、現在は一変して常に敬語を使い笑顔で人に接していることが多い。最近は晴明神酒秦中の三馬鹿に校舎を破壊されることが多く、頭を悩ませている。

たかはし明
声 - 蒼井翔太
医者。百鬼学園の保険医も勤める。約150歳。身長180cm。誕生日4月10日。明治時代後期生まれ。
妖怪百々目鬼。自身の体や触れた物に目を出現させ、それらで物を見ることができる。目には霊感を持つものなど、様々な種類がある。
全国に妖怪のための病院を開業しているその道では著名な医者。百鬼学園島ではたかはし総合病院を運営している。
好奇心と知識欲が非常に強く特に人体に対する興味が尽きないため欲求を満たすために人を見境なく襲おうとする狂気を持っている。本気で怒ることは70年に一度くらい。
山崎さんとは幼い頃からの親友兼同居人で暴走しがちなたかはし先生のストッパー的な役割をしてもらっている。
彼の手伝いをするナースさんたちは、たかはしが人間の死体から作った山姥。
身寄りのない妖怪の子どもたちを預かって育てている。
実家は裕福な貿易商。

ねずみ先生
声 - 中村光樹
百鬼学園弐年肆組の担任。
妖怪鉄鼠。体のサイズは普通のドブネズミほど。ねずみと意思疎通することが出来る。
最初は他の教師同様、退魔の力を持つ晴明に怯えていたが、いつの間にか気さくに付き合う様になる。
給料はチーズで支払われている。
神酒と秦中の高校時代の担任。かなりの古株で百鬼学園の前身である寺子屋時代には既に教師だった。

恵比寿夷三郎
百鬼学園弐年参組の副担任。身長170cm。佐野命の兄。
福の神。術を使って幸運をもたらす。本人もまた幸運体質。
神と妖怪の交流を深める活動の一環として、期間限定で赴任した臨時教師。しかしそれは建前で、実は百鬼学園を内密に調査するために来た。倉橋とは以前から交友があり心を許す数少ない人物である
自覚はないが重度のブラコン。

鹿島遼太
百鬼学園弐年弐組の生徒。元壱年参組。
妖怪金平鹿。海の鬼妖怪で、海の生き物たちを操る。鹿のような角を持つ。鹿島自身の妖力はあまり強くない。
泥田と座敷の幼なじみ。座敷に恋心を抱く。素直になれない性格。泥田と仲が悪い。

マシュマロ
百鬼学園の生物部が管理するマンドラゴラ園出身。
妖怪マンドラゴラ。ナス科の植物。腹部に毒を持つが、お湯に浸かると美味しい出汁がとれる。
他のマンドラゴラに比べて太っていることにコンプレックスを抱いていたが、晴明に褒められ、名前をもらったことをきっかけで前向きになる。神酒とよく行動を共にする。

### 校外の人物
安倍雨明
声 - 梶原岳人、小針彩希（幼少期）
安倍晴明の双子の兄。25歳。身長187cm。誕生日2月20日。あだ名はドッペル。
大阪にある実家の安倍神社を継ぐ予定で、父と共に神主をやっている。5歳の時晴明に妖怪から命を守ってもらったことがきっかけで、妖怪嫌いになると同時に重度のブラコンになる。弟のような強力な退魔の力を持っておらず、実家の神社も神がいない普通の神社である。双子であるが性格は晴明と異なり、強気で物怖じせず比較的友人も多くモテるらしい。晴明のことを晴（はる）と呼び、晴明からは雨（あめ）と呼ばれている。

安倍　母
声 - 能登麻美子
安倍晴明の母。
霊感があり、主人公にも受け継がれている。

安倍　父
声 - 鈴村健一
安倍晴明の父。
安倍神社の神主。

山崎誠
声 - 前野智昭
百鬼学園島の警察官。たかはし明の幼なじみ。約150歳。
妖怪ドッペルゲンガー。会ったことがある人の姿に化けることができる。全身に包帯を巻いた姿をしている（警察官の制服から覗く頭部や手等）。他人の姿を取らないと飲食や排泄が出来ない。よくたかはし明の姿を取る（本人了承済み）。
上記のドッペルゲンガーの生態のために迫害される幼少期を過ごす。5歳ごろ、街の人々に吊るし上げられていたところを幼いたかはし明に拾われる。成人するまで建前は奉公人としてたかはし家の世話になる。たかはし明に恩義を感じている。
常識人で、真面目で責任感が強い性格。休日はたかはし明が経営する養護施設の子どもたちと遊び、給料が入ると子どもたちにプレゼントを買ってくる。
挙動不審な晴明をよく職質及びしょっ引いているが、それ以外はいつも友好的。

たかはし暗
声 - 福澤侑
入道家の使用人。たかはし明の弟。
妖怪百目鬼。
兄のたかはし明が嫌い。兄に似た容姿を隠すために髪を銀髪に染め色つきメガネをかけ、口元のほくろを黒いマスクで隠しているため一見すると不審者。

入道一
明治生まれ。入道連助の父であり、政治家。妖界の長として大臣を務める。
妖怪一つ目小僧。妻を亡くしている。

入道蓮華
入道連助の母。
人間。妖怪の子どもを産むことは人間には負担が大きく、幼い連助を残し早逝している。

瑠璃
入道蓮華と同じ病院に入院していた少女。
人間。
当時の幼い入道連助と、連助が一つ目小僧であることを知らずに仲良くなる。一つ目小僧であることがばれてしまい、その場から逃げ出した連助の後を追う途中、階段から転落したことが原因で早逝している。

秦中荊棘
声 - 田中有紀
旧姓神酒荊棘。秦中飯綱の妻であり、神酒凜太郎の姉。約150歳。4児の母。元百鬼学園の化学教師。
妖怪茨木童子。人型妖怪。腹を立てると妖力が増大し、怪力になる。神酒家の中では一番怪力だった。
旦那の秦中に心底惚れ込んでいる。弟のことを心配する良き姉。自由人揃いの神酒家の女性陣の中で、唯一の常識人。
たかはし明と山崎さんとは同級生。可畏は元許嫁。

羅刹可畏
羅刹家次期当主。神酒家と対をなす名家羅刹家の長男。明治時代の荊棘の婚約者。
妖怪羅刹鬼。

### 烏天狗団
団長の蘭丸率いる盗人集団。構成員は団長含め3人。窃盗などしょうもない悪事を繰り返している。
烏丸蘭丸
声 - 森久保祥太郎
烏天狗団の隊長。烏丸蘭丸は偽名でコロコロ名前を変えるらしい。約2000歳。
妖怪烏天狗。大きな黒い翼を持ち巨大な烏に変身することができる。神通力を使いものを好きに変化させる。
能天気な性格。女好きで手癖が悪く、人のものを盗んでばかりいる。自分たちを悪党と称し開き直っている。
本来は安倍晴明公が従えたとされる四神が一柱・朱雀である。蘆屋道満を妖怪にするため、彼の人間としての生を終わらせた罪により零落し、妖怪烏天狗となった。人を妖怪にすることができ団員の二人は蘭丸が妖怪にした。
一時期学園長となった蘆屋道満の妖怪教育にも携わっていたが、度重なる窃盗により無期限の停職となる。
烏丸梵丸
烏天狗団の副隊長。
烏丸天丸
烏天狗団の書記。百鬼学園一年。
生粋の二次元オタク。

### 四神
安倍晴明公がかつて使役していた京の都を護る神獣。それぞれ守護する方角が決まっている。
　白虎
西方を守護する。四神のリーダー的存在。麻呂眉で長い髪を簪で留めている。一見女性に見えるが男性である。
本来の姿は白い虎。雷を司る神獣で、自在に雷を操る。尾形光と同じく雷使いだが、比較にならないほどに強い。
四神の中でも、安倍晴明公を特に強く慕っている。
趣味はゴロ寝。
　青龍
東方を守護する。左目にモノクルを着けている。額から木の枝のような角が2本生えており、神力の源になっている。
本来の姿は龍。植物を司る神獣で、あらゆる植物を自在に出現させ操る。
なにかと不憫でメンタルが弱く、秦中、秋雨、狸塚に負けたあとに泣き、玄武に慰められる描写がある。
趣味はアイドルのおっかけ。
　玄武
北方を守護する。スキンヘッドで耳と口に大量のピアスを開け、首には体から生えた2匹の蛇を巻いている。
本来の姿は2本の蛇を尾に持つ亀。水を司る神獣で、水を自在に操る。
四神唯一の常識人。朱雀と仲が悪い。
趣味は音楽活動。
　朱雀
元四神。南方を守護していた。毛先を赤く染めた長髪。赤い翼を持つ。
火を司る神獣。炎を自在に操り、溶岩の風呂に入れるほど熱に強い。
人間を妖怪に変えるという禁忌を犯して神々の怒りを買ってしまい、その罰として零落させられ妖怪烏天狗となった。今は烏天狗団隊長烏丸蘭丸として、日々迷惑なことをし続けている。玄武と仲が悪い。
趣味は覗きとパチンコ。

#### 安倍晴明(あべのせいめい)
故人。年齢不詳。1000年以上前に京都にいた大陰陽師で安倍晴明(あべはるあき)の先祖であり前世。当時の都の帝に仕え、四神を従えることで京都に結界を張り都を守っていた。物語では主人公との区別をつけるために「晴明公」「ご先祖さま」などと呼ばれている。作中でも不思議が多い人物で亡くなっているのにも関わらずはるあきと会うことができたり、未来が見えるような言動がある。

## 書誌情報
- 田中まい『妖怪学校の先生はじめました！』 スクウェア・エニックス〈Gファンタジーコミックス〉、既刊19巻（2025年7月26日現在）
  1. 2015年5月22日発売[28]、ISBN 978-4-7575-4661-5
  2. 2015年10月27日発売[29]、ISBN 978-4-7575-4787-2
  3. 2016年5月27日発売[30]、ISBN 978-4-7575-4999-9
  4. 2016年11月26日発売[31][32]、ISBN 978-4-7575-5172-5
  5. 2017年7月27日発売[33]、ISBN 978-4-7575-5428-3
  6. 2018年3月27日発売[34]、ISBN 978-4-7575-5681-2
  7. 2018年9月27日発売[35]、ISBN 978-4-7575-5864-9
  8. 2019年6月27日発売[36]、ISBN 978-4-7575-6142-7
  9. 2020年1月27日発売[5][37]、ISBN 978-4-7575-6485-5
  10. 2020年9月26日発売[38]、ISBN 978-4-7575-6864-8
  11. 2021年4月27日発売[39][40]、ISBN 978-4-7575-7226-3
  12. 2021年11月27日発売[41]、ISBN 978-4-7575-7600-1
  13. 2022年6月27日発売[42]、ISBN 978-4-7575-7992-7
  14. 2022年12月27日発売[43]、ISBN 978-4-7575-8325-2
  15. 2023年6月27日発売[44]、ISBN 978-4-7575-8627-7
  16. 2023年12月27日発売[45]、ISBN 978-4-7575-8979-7
  17. 2024年9月27日発売[46]、ISBN 978-4-7575-9444-9
  18. 2025年1月27日発売[47]、ISBN 978-4-7575-9634-4
  19. 2025年7月26日発売[48]、ISBN 978-4-7575-9977-2
- 田中まい『妖怪学校の生徒はじめました！』 スクウェア・エニックス〈Gファンタジーコミックス〉、既刊2巻（2023年6月27日現在）
  1. 2020年1月27日発売[5][49]、ISBN 978-4-7575-6486-2
  2. 2023年6月27日発売[50]、ISBN 978-4-7575-8628-4

## テレビアニメ
2024年10月から2025年3月までTOKYO MXほかにて連続2クールで放送された。

### スタッフ
- 監督 - 小野勝巳[11]
- シリーズ構成 - 赤尾でこ[11]
- キャラクターデザイン - なつき[11]
- サブキャラクターデザイン - 愛媛須田子、濱口漠、いとうまりこ[11]
- 妖怪デザイン - 大河広行[11]
- プロップデザイン - 相馬満[11]、千島知明
- 美術監督 - 松田百合[11]
- 美術デザイン - 上津康義、古宮陽子、ほそい、田尻健一
- 色彩設計 - 川上善美[11]
- 撮影監督 - 山根裕二郎[11]
- 編集 - 兼重涼子[11]
- CGディレクター - 後藤浩幸[11]
- 2Dワークス - 中村倫子[11]
- 音響監督 - 藤本たかひろ[11]
- 音響演出 - 小栗良之
- 音楽 - 稲福高廣[11]
- 音楽制作 - カッパエンターテインメント[11]
- 企画プロデューサー - 蔡愛蓮、岩本昌子
- プロデューサー - リュウショウアツシ、曹聡、外川明宏、山口舞、松井優子、黒田健史、塩谷尚史、中村誠
- アニメーションプロデューサー - 陣内元嗣
- アニメーション制作 - サテライト[11]
- 製作 - 妖はじ製作委員会

### 主題歌
「えびぞりターン！」
フォーエイト48による第1クールオープニングテーマ。作詞は丹下めえな、作曲・編曲は本田晃弘。
「僕らしさ」
『ユイカ』による第1クールエンディングテーマ。作詞・作曲は『ユイカ』、編曲は小名川高弘。
「化けそうなココロ」
Souによる第2クールオープニングテーマ。作詞・作曲・編曲はChinozo。
「妖怪ランデブー」
REAL AKIBA BOYZによる第2クールエンディングテーマ。作詞・作曲はまろん＆マロン、編曲はARM。

### 各話リスト
| 話数   | サブタイトル                               | 脚本       | 絵コンテ   | 演出     | 作画監督 | 総作画監督                   | 初放送日       |
| ------ | ------------------------------------------ | ---------- | ---------- | -------- | --- | ---------------------------- | -------------- |
| 第1話  | ようこそ百鬼学園へ！                       | 赤尾でこ   | 小野勝巳   | コークン | 古矢好二 阿形大輔 青野厚司 熊谷勝弘 柳瀬譲二 李文龍 孫一銘                                                                          | 濱口漠                       | 2024年 10月8日 |
| 第2話  | 身体測定は命がけ!?                         | 赤尾でこ   | 小坂春女   | 小坂春女 | 相馬満 熊谷勝弘 斎藤美香 青野厚司 阿形大輔 渡部桂太 伊藤真奈美                                                                      | 相馬満                       | 10月15日       |
| 第3話  | 大混乱！神酒先生の妖怪学!!                 | 赤尾でこ   | 相馬満     | 殿勝秀樹 | Lee Jaeho Jo Sohyeon Yoo Hyosang Son Seona Jeong Uyeong                                                                             | 愛媛須田子                   | 10月22日       |
| 第4話  | 晴明に取材!?妖怪テレビがやってきた！       | 永井千晶   | 小野勝巳   | 前園文夫 | AN YEONGYU JO SOHYEON SON SEONA MIN HYUNSUK AN HYUJEUNG                                                                             | 愛媛須田子 郷敏治 渡部裕子   | 10月29日       |
| 第5話  | そうだ、先生の実家行こう。                 | 赤尾でこ   | 齊藤啓也   | コークン | Cho Sohyeon Son Seonah Jeon Byeong-jun Park Shin-jun                                                                                | 愛媛須田子 郷敏治 渡部裕子   | 11月5日        |
| 第6話  | 妖怪学校体育祭!!〜開会〜                   | 望月清一郎 | 山﨑立士   | 西山祐樹 | 小林雅 吉岡敏幸 リコー 李文龍 孫一銘                                                                                                | 柳瀬譲二                     | 11月12日       |
| 第7話  | 妖怪学校体育祭!!〜決着〜                   | 望月清一郎 | 齊藤啓也   | 高山秀樹 | Yoo Hyosang Jo Sohyeon Jeong Uyeong 伊藤真奈美                                                                                      | 柳瀬譲二                     | 11月19日       |
| 第8話  | 雨明と桃山さんと裸祭                       | 吉田伸     | 筑紫大介   | 筑紫大介 | 青野厚司 阿形大輔 小林雅 澤井真紀 早川ナオミ 古矢好二 瀬戸良兼                                                                      | 柳瀬譲二                     | 11月26日       |
| 第9話  | 助けて晴明君！動物妖怪誘拐事件!!           | 永井千晶   | 小坂春女   | コークン | AN YEONGYU SON SEONA MIN HYUNSUK AN HYUJEUNG 伊藤真奈美 小林雅                                                                      | 柳瀬譲二 愛媛須田子          | 12月3日        |
| 第10話 | 恐怖の林間学校                             | 望月清一郎 | 山﨑立士   | 高山秀樹 | Kim Igyeon Jo Sohyeon Park Eunyoug Song Geunsik                                                                                     | 郷敏治                       | 12月10日       |
| 第11話 | 地獄の三者面談！                           | 赤尾でこ   | 齊藤啓也   | 神谷マキ | Jeon Byeong-jun Park Shin-jun Kim Ikyeon Son Seonah                                                                                 | 郷敏治                       | 12月17日       |
| 第12話 | 東京晴明大捜索!!                           | 吉田伸     | 髙田昌豊   | 髙田昌豊 | 古矢好二 澤井真紀 早川ナオミ 瀬戸良兼 李文龍 孫一銘                                                                                 | 熊谷勝弘                     | 12月24日       |
| 第13話 | 呪いの古本                                 | 赤尾でこ   | 島崎奈々子 | 西山祐樹 | 早川ナオミ 小林雅 吉岡敏幸 青野厚司 澤井真紀 阿形大輔 李文龍 孫一銘                                                                 | 柳瀬譲二                     | 2025年 1月7日  |
| 第14話 | 座敷さん家の民宿                           | 望月清一郎 | 齊藤啓也   | 近橋伸隆 | AN YEONGYU SEUNG MYEONGGE SON SEONA MIN HYUNSUK AN HYUJEUNG                                                                         | 愛媛須田子                   | 1月14日        |
| 第15話 | 安倍晴明と酒呑童子                         | 吉田伸     | 山﨑立士   | 神谷マキ | 早川ナオミ 李文龍 孫一銘 郷敏治 愛媛須田子 伊藤真奈美                                                                               | 柳瀬譲二                     | 1月21日        |
| 第16話 | 百鬼学園島大追跡!!                         | 永井千晶   | 小坂春女   | 宮田亮   | IS form Goeun Bitna 權恩珠 金仙渼 金ジナ 道林秀 Bae JeongA 宋俊曄 李敏智 李昭賢 李睿潾 柳然晙 HEO jeong hwa 黃秀嬪 廣瀬督           | 尹秀斌                       | 1月28日        |
| 第17話 | 夏だ！海だ！あれ？もう八月三十一日だ…      | 赤尾でこ   | 石山タカ明 | 近橋伸隆 | 早川ナオミ 阿形大輔 吉岡敏幸 | 郷敏治 古矢好二              | 2月4日         |
| 第18話 | 臨時教師の恵比寿先生                       | 望月清一郎 | 齊藤啓也   | 高山秀樹 | Park Shin-jun Choi Jeong-hwa Han Mi-ok Park Joo-hyun Beak yeon-ju Cho Hyeonji Kim Ikyeon Park Eunyeong 伊藤真奈美 中尾香奈美 小林雅 | 愛媛須田子                   | 2月11日        |
| 第19話 | 妖怪電車にようこそ                         | 吉田伸     | 齊藤啓也   | 宮田亮   | Kim Kiyeop An Hyojeong Yun Seongyu An Yeongyu Park Shinjun Choi Jeonghwa Han Miok Beak Yeonju 本舘耐                                | 柳瀬譲二                     | 2月18日        |
| 第20話 | 夜行文化祭                                 | 吉田伸     | もりたけし | 神谷マキ | SEUNG MYEONGGE SON SEONA MIN HYUNSUK AN HYUJEUNG 小林雅 伊藤真奈美                                                                  | 愛媛須田子                   | 2月25日        |
| 第21話 | 裏夜行文化祭                               | 永井千晶   | 島崎奈々子 | 椎名優斗 | 早川ナオミ 澤井真紀 瀬戸良兼 斎藤美香 吉岡敏幸 伊藤真奈美 小林雅 孙振亮 毛縞斑 李文龍 孫一銘                                        | 郷敏治                       | 3月4日         |
| 第22話 | さよなら連々                               | 望月清一郎 | 小坂春女   | 小坂春女 | 澤井真紀 阿形大輔 瀬戸良兼 吉岡敏幸 斎藤美香 古矢好二 玉谷朋香 李文龍 孫一銘 小林雅 伊藤真奈美                                      | 柳瀬譲二                     | 3月11日        |
| 第23話 | がしゃどくろ歌川国子                       | 赤尾でこ   | 齊藤啓也   | 高山秀樹 | SEUNG MYEONGGE SON SEONA AN YOUNGYU YUN SEONGYU 小林雅 伊藤真奈美                                                                   | DI media                     | 3月18日        |
| 第24話 | 連々と続く縁。妖怪学校の先生がんばります！ | 赤尾でこ   | 小野勝巳   | 宮田亮   | 愛媛須田子 澤井真紀 伊藤真奈美 吉岡敏幸 渡部裕子 小林雅 古矢好二 早川ナオミ 野口莉英子 李文龍 孫一銘                                | 郷敏治 柳瀬譲二 いとうまりこ | 3月25日        |

### 放送局
| 放送期間                 | 放送時間                                                  | 放送局         | 対象地域   | 備考                                   |
| ------------------------ | --------------------------------------------------------- | -------------- | ---------- | -------------------------------------- |
| 2024年10月8日 - 3月25日  | 火曜 23:00 - 23:30                                        | TOKYO MX       | 東京都     | 製作参加 / 字幕放送                    |
| 2024年10月10日 - 3月27日 | 木曜 2:14 - 2:44（水曜深夜） 木曜 2:15 - 2:45（水曜深夜） | 朝日放送テレビ | 近畿広域圏 | 『水曜アニメ〈水もん〉』第1部          |
| 2024年10月13日 - 3月30日 | 日曜 23:00 - 23:30                                        | BS朝日         | 日本全域   | 製作参加 / BS/BS4K放送 / 『アニメA』枠 |
| 2025年1月15日 -          | 水曜 20:00 - 20:30                                        | AT-X           | 日本全域   | CS放送 / リピート放送あり              |

| 配信開始日     | 配信時間        | 配信サイト |
| -------------- | --------------- | --- |
| 2024年10月8日  | 火曜 23:30 更新 | ABEMA dアニメストア （本店・ニコニコ支店・for Prime Video）                                                    |
| 2024年10月10日 | 木曜 23:30 更新 | Lemino Prime Video U-NEXT アニメ放題 DMM TV バンダイチャンネル Hulu FOD TVer ニコニコチャンネル                |
| 2024年10月11日 | 金曜 0:00 更新  | J:COM STREAM （見放題） TELASA （見放題プラン） milplus見放題パックプライム auスマートパスプレミアム マンガUP! |

### BD
| 巻 | 発売日        | 収録話          | 規格品番   | 規格品番  |
| 巻 | 発売日        | 収録話          | 初回限定版 | 通常版    |
| -- | ------------- | --------------- | ---------- | --------- |
| 1  | 2025年1月29日 | 第1話 - 第4話   | FFXA-0011  | FFXA-0012 |
| 2  | 2025年2月26日 | 第5話 - 第8話   | FFXA-0013  | FFXA-0014 |
| 3  | 2025年3月26日 | 第9話 - 第12話  | FFXA-0015  | FFXA-0016 |
| 4  | 2025年4月23日 | 第13話 - 第16話 | FFXA-0017  | FFXA-0018 |
| 5  | 2025年5月28日 | 第17話 - 第20話 | FFXA-0019  | FFXA-0020 |
| 6  | 2025年6月25日 | 第21話 - 第24話 | FFXA-0021  | FFXA-0022 |